# Ole Dall
Ole Dall (født 27. september 1958 i Kyndeløse) er dansk journalist, der siden 1992 har været chefredaktør på Skive Folkeblad. 
Ole Dall blev uddannet journalist i 1984 og blev først ansat på Fyens Stiftstidendes Christiansborg-redaktion. 1.november 1984 blev han ansat på Berlingske Tidendes Christiansborg-redaktion, hvor han fra 1988-1992 var leder af redaktionen. Siden 1992 har han været chefredaktør for Skive Folkeblad, der har et socialt-liberalt grundlag. Den 1. oktober 2020 blev Skive Folkeblad en del af Mediehusene Midtjylland, der på dagbladsfronten også tæller Herning Folkeblad og Midtjjyllands Avis. Ole Dall er medforfatter til debatbøgerne "Pressens syv dødssynder" og "I konkurrence med staten" – begge udgivet af Danske Dagblades Forening. Han var medforfatter af bogen "Arvefjender" om store lokalopgør i fodboldverdenen. Ole Dall, der er begejstret for Skotland og passioneret Celtic-tilhænger, skrev om det legendariske Celtic-Rangers fænomen i bogen.
Ole Dall bor i Skive, er gift med Bente Dall, og de har to børn.